# Dulce María
Dulce María Espinosa Saviñón (Ciudad de México, 6 de diciembre de 1985) es una actriz y cantante mexicana. 
Comenzó su carrera en 1990, cuando, a los cinco años, se unió a comerciales de televisión y, tiempo después, se incorporaría al elenco de la serie de televisión infantil Plaza Sésamo, dándose a conocer internacionalmente recién en 2004, cuando actuó como la protagonista Roberta Pardo en la telenovela Rebelde, y en paralelo formó parte del grupo musical mexicano RBD. Antes, en el 2000, había comenzado a formar parte del grupo de mujeres Jeans, pero lo dejó dos años después para actuar en la telenovela Clase 406.
En agosto de 2008, RBD anunció su separación, por lo que los miembros que la componían, comenzaron a seguir en carreras artísticas individuales. Con la desintegración del grupo musical, la artista continuó su carrera en solitario y, al año siguiente, protagonizó la trama telenovelera Verano de amor, cuya actuación le otorgó el premio a la mejor actriz juvenil, realizado por la revista People en Español. En 2010, participó en la tercera temporada de la serie Mujeres asesinas y protagonizó la producción cinematográfica ¿Alguien ha visto a Lupita?. En 2013 participó en la telenovela Mentir para vivir y en 2016 antagonizó la telenovela Corazón que Miente.
En su carrera como solista lanzó su álbum debut, Extranjera (2011), el cual debutó en el número uno en la lista de álbumes mexicanos, seguido de Sin Fronteras (2014) y DM (2017). Ha sido nominada y ganadora de diversos premios internacionales como MTV Europe Music Awards, Premios Juventud y Nickelodeon Kids 'Choice Awards. Fue elegida entre la revista The 50 Most Beautiful People por People in Español en los años 2007, 2010, 2011 y 2016.

## Primeros años
Dulce María nació el 6 de diciembre de 1985 en Ciudad de México, siendo hija de Fernando Espinosa, y de la profesora Blanca Saviñón. Es prima tercera de la pintora Frida Kahlo. Tiene dos hermanas mayores, Blanca Ireri, y Claudia.

## Carrera

### 1990-1995: inicios

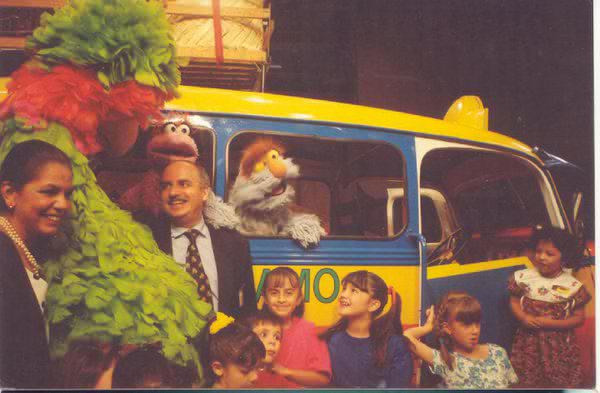
Dulce María (vistiendo un suéter azul y peinada con coletas) en 1992 durante la grabación de un capítulo para el programa Plaza Sésamo.

Dulce María comenzó su carrera artística a los cinco años de edad haciendo comerciales. Se integró a los programas infantiles de televisión, Plaza Sésamo, y luego a El Club de Gaby, el cual era conducido por la actriz Gabriela Rivero. Fue en esa misma época cuando realizó algunas cápsulas para el canal de cable Discovery Kids. Más tarde interpretó papeles en producciones como Retrato de familia y El vuelo del águila al lado de Patricia Reyes Spíndola, donde interpretó a Delfina, uno de los personajes importantes en el drama, y también trabajó en su primera película, Quimera.

### 1996-2003: K.I.D.S, Jeans yClase 406
Dulce María tuvo su primera oportunidad dentro de la música en el grupo infantil Kaleidoscopio Interactivo De Sueños, conocido por su abreviatura, KIDS, logrando éxitos con los temas La mejor de tus sonrisas, Salchichas con puré y Prende el switch. El grupo infantil tuvo lugar en la primera emisión de Teletón México en 1997, interpretando el tema La mejor de tus sonrisas, al lado de artistas como OV7. Dulce permaneció en KIDS hasta principios de 1999, e intenta volver a la música al lado de su compañero del grupo Daniel Habif, en un proyecto llamado D&D donde grabaron cinco temas, que no se llegaron a conocer. En 1999 trabaja de nuevo en cine, en la película Inesperado Amor.
A principios de 2000 Dulce se integró al grupo femenino Jeans. Había manifestado con anterioridad que le gustaba la idea de ser integrante del grupo. Por otra parte, a finales del año 2000, en un comunicado de prensa, el grupo anunció que se desligaba de EMI Capitol Records y entraba a la compañía BMG Ariola (hoy Sony BMG Music Entertainment). Este cambio lo hicieron para retomar su estilo inicial, ese mismo año también protagoniza la cinta bienvenida al clan del director Mexicano Carlos Franco, basada en la historia de Gloria Trevi y Sergio Andrade.
Con Dulce María ya en el grupo se comenzó a realizar el disco a principios de 2001 en España, bajo la producción de José Ramón Flores, el cuarto Álbum titulado Cuarto para las cuatro, nombre que surgió de un juego de palabras que ellas empleaban al pedir una misma habitación de hotel para todas, en su viaje por Francia e Italia, que visitaron para grabar este álbum.
El álbum se presentó el 24 de mayo con el tema “Entre azul y buenas noches”. Los otros sencillos de este álbum fueron “Azul” y “Corazón confidente”. Este álbum obtuvo un moderado éxito nacional e internacional.
A mediados del 2002, por primera vez Televisa invita a Jeans a grabar una canción para la entrada de una novela de corte Juvenil. Inseparables es una canción escrita por Alex Sirvent y fue grabada por Jeans en 2002 para ser el tema de la telenovela que llevaría el mismo nombre, no obstante y para coincidir con el mundial de fútbol Corea-Japón 2002. Inseparables fue retomada para la telenovela Corazones al límite donde Alex Sirvent haciendo uso de su personaje la interpreta en el capítulo final.
La estancia de Dulce María en el grupo duró alrededor de dieciocho meses, ya que a mediados de 2002, comenzó las grabaciones de la telenovela de Televisa Clase 406, donde interpretó a Marcela Mejía, una joven que se enamora de un profesor, Chacho, interpretado por Arap Bethke.

### 2004-2008: RBD
En febrero de 2004, participó en el programa de concursos venezolano La guerra de los sexos conducido por Viviana Gibelli y Daniel Sarcos, donde junto a Gledys Ibarra y Mariangel Ruiz integraron el equipo femenino, compitiendo contra Alfonso Herrera, Roberto Lamarca y Er conde del Guácharo. Posteriormente el productor, Pedro Damián, la integró en el elenco de la telenovela Rebelde, donde interpretó a Roberta Pardo. A la par de esta telenovela, se integró al grupo RBD formado dentro de la telenovela. En noviembre de 2004, lanzan su álbum debut titulado Rebelde que fue un éxito grande, cuando el grupo lanzó su segundo álbum Nuestro amor, sorprendió rompiendo récords al conseguir Disco de Platino en sólo siete horas, y siendo nominado a los Grammy Latinos como «Mejor Álbum Vocal Pop Dúo o Grupo». También obtuvieron Disco de Diamante por sus más de medio millón de ejemplares vendidos; más tarde el disco fue certificado Diamante + Oro por sus altas y continuadas ventas.
La gira del grupo por la República Mexicana titulada Tour Generación RBD vendió todas las entradas de su tour en tiempo récord, incluyendo una serie de seis conciertos en el Palacio de los Deportes de Ciudad de México, con capacidad para 15,500 personas. Los primeros conciertos que realizaron a nivel internacional, fue en Colombia, visitando ciudades como Cali, Medellín y Bogotá respectivamente. El fervor de los fanes se extendió a Sudamérica, lo que llevó al grupo a volver a grabar ambos discos en portugués para los seguidores brasileños, en noviembre de 2005 lanzaron Rebelde (Edição Brasil), y en mayo de 2006 lanzan Nosso Amor. Incluso en este idioma, cada uno de los álbumes encabezó las listas y obtuvo ventas multiplatino.

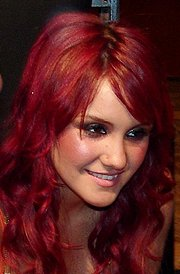
Dulce María en 2006.

En abril de 2006 sacan a la venta su segundo CD/DVD en vivo titulado Live in Hollywood. En octubre de 2006, RBD regresó a Río de Janeiro para ser el primer artista de habla hispana en dar un concierto como artista principal en la historia del Estadio Maracaná, el más grande del mundo, ante 120 000 fanes, donde filmaron el DVD Live In Río, lanzado en febrero de 2007. Al mismo tiempo superaban los dos millones discos vendidos en los Estados Unidos. Además en 2006 la novela Rebelde aterrizó en España causando un auténtico furor, su disco Rebelde fue certificado 2x Platino por sus más de 160 000 copias vendidas llegando a superar las 200 000. El resultado de las exitosas presentaciones en España fue un concierto único en el estadio "Vicente Calderón" de Madrid ante más de 40 000 personas como parte de la gira Celestial World Tour, en el que se grabó su cuarto CD/DVD, Hecho en España.
En mayo de 2007, la compañía Mattel lanza a la venta una edición especial de Barbie de los personajes femeninos centrales de la telenovela Rebelde. Dulce María conoció una réplica de su Barbie. La muñeca fue puesta a la venta en México, Estados Unidos y América Latina. El 28 de mayo de 2007, el grupo es invitado por el empresario Donald Trump para presentarse en el mayor certamen de belleza, Miss Universo. El evento se realizó en el Auditorio Nacional de la Ciudad de México, México, donde el grupo realizó un medley con las canciones "Wanna Play", "Cariño Mio" y "Money, Money" de su cuarto álbum Rebels.

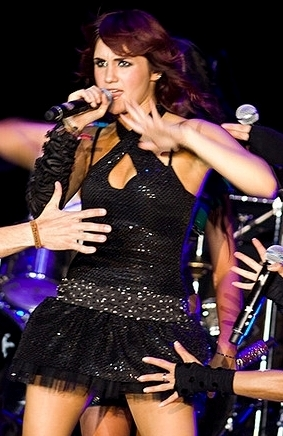
Dulce María durante un concierto en 2008.

RBD hizo su debut en inglés con Rebels a dos semanas de haber lanzado Celestial, aumentando su fama con su éxito bilingüe «Tu Amor». En noviembre de 2007, RBD publicó Empezar desde cero y lanza su primer sencillo, «Inalcanzable». El CD obtiene gran éxito internacionalmente; convirtiéndose en disco de oro en México y Brasil a una semana de estar a la venta, en España el CD se agota el mismo día que sale a la venta y es certificado disco de oro en su primer mes, y recibe una nominación en los Grammy Latinos como «Mejor Álbum Vocal Pop Dúo o Grupo». En febrero de 2008 dan comienzo a su gira internacional Empezar Desde Cero Tour. El 24 de marzo de 2009, lanzan el DVD Live In Brasilia, filmado durante dicha gira ante más de 900 000 personas.
Tras 4 años de éxitos, el grupo anunció su separación en 2008 y un tour mundial de despedida llamado Gira del Adiós, realizando presentaciones en toda América y Europa. En marzo de 2009, como despedida lanzan su último disco titulado Para olvidarte de mí. En noviembre de 2009 lanzan el último DVD, Tournée do Adeus filmado durante su última gira.

### 2009-2010:Verano de amore inicios como solista
En 2009 protagonizó la telenovela juvenil Verano de amor junto a Gonzalo García Vivanco y Ari Borovoy, producida también por Pedro Damián. La telenovela se estrenó el 9 de febrero de 2009, verano de Amor incorpora mensajes en la novela para promover la responsabilidad ambiental, una extensión de Televisa Verde iniciativa centrada en el medio ambiente. Durante el mes de junio, sale la nueva entrada musical de la telenovela, la canción Verano y Déjame Ser, es co- escrita junto con Carlos Lara, e interpretada por ella. En el 2010 firma contrato con la disquera, Universal Music.

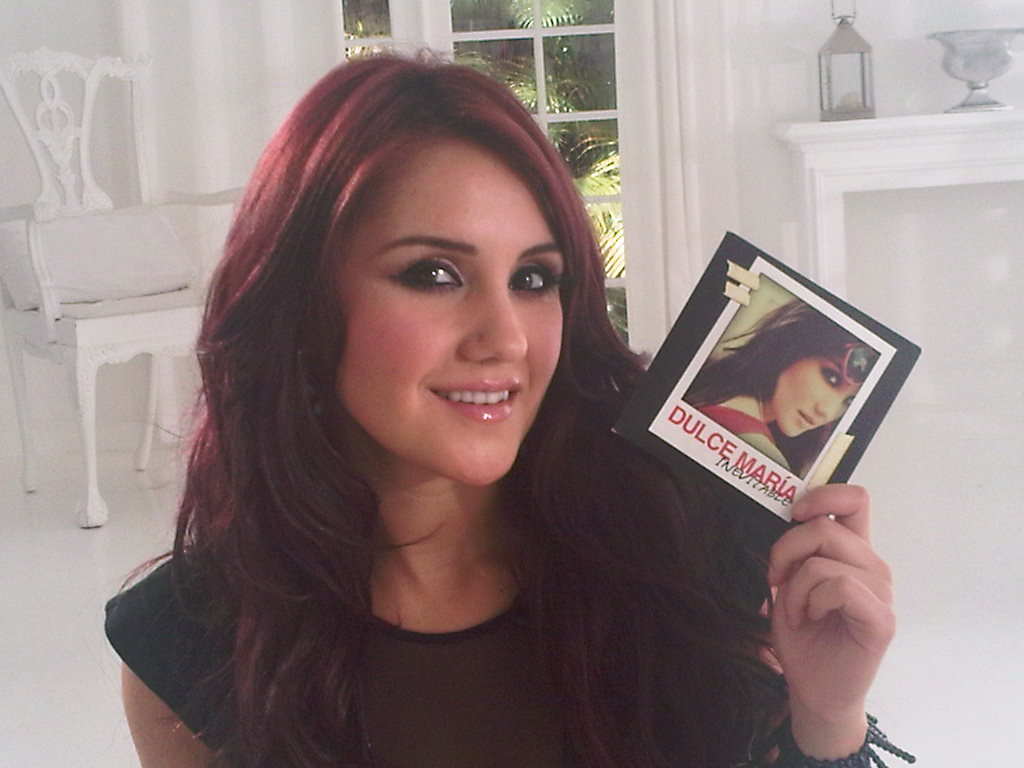
Dulce María en 2010 sosteniendo una copia de su sencillo en solitario titulado, Inevitable.

Dulce lanzó su primer sencillo como solista el 17 de mayo de 2010, llamado «Inevitable». El video musical fue lanzado el 24 de mayo y fue dirigido por el director argentino Francisco D'Amorim Lima. Con su sencillo «Inevitable», realizó también una versión remix junto al dj Español Juan Magán. En 2011 recibe disco de oro y Platino en Brasil convirtiéndose en la primera Mexicana en recibir disco de platino en este país, por su material discográfico titulado Extranjera. Su álbum Extranjera se estrenó el 9 de noviembre de 2010. El álbum fue dividido en dos partes: Parte Extranjera Primera, con siete canciones, incluyendo Inevitable, publicado el 9 de noviembre de 2010 y Extranjera Segunda Parte con otros siete temas más, además de un DVD con extras. El 9 de noviembre de 2010, presentó su álbum con un showcase en el Lunario, y anunció su segundo sencillo «Ya no», que fue presentado en la segunda parte del álbum programado para ser lanzado en el verano de 2011. La canción es una versión de la fallecida cantante Selena del álbum Amor prohibido.
La canción comenzó a ser escuchada en las radios el 16 de noviembre de 2010, el 14 de enero un clip preliminar fue lanzado para nuevo sencillo «Ya no», mostrándolo en tres ángulos diferentes. El vídeo musical fue estrenado el 10 de febrero en su canal oficial en YouTube, antes de lo previsto debido a que se filtró, el 15 de abril fue su primer concierto como solista en Bulldog Café en la ciudad de Puebla, también anunció en su canal, que Extranjera Segunda Parte sería lanzado el 14 de junio de 2011.
El tercer sencillo del álbum, fue una balada, llamada «Ingenua», presente en las dos partes, El jueves 3 de marzo la misma Dulce María dio a conocer durante el concierto Oye que Ingenua sería el tercer sencillo de Extranjera. El 4 de abril la canción se escuchó por primera vez en la radio de España EuroClub. El 2 de mayo fue lanzada a todas las radios de México donde ya se puede pedir en todas las estaciones. El vídeo musical de Ingenua fue grabado el 6 de junio en Buenos Aires - Argentina, y fue dirigido por los directores Eric y Mariano Dawidson, en el centro histórico de la Catedral del Tango. El videoclip se planeaba estrenar el 11 de julio, pero por motivos de edición del vídeo, se aplazó una semana, el estreno fue el 18 de julio por su canal oficial. El vídeo fue estrenado el 6 de septiembre en la cuenta oficial de VEVO de la cantante. Luego el video fue borrado de la cuenta de VEVO (se desconoce las razones). Luego el 11 de noviembre del 2013 el vídeo nuevamente volvió a ser lanzado en su cuenta oficial de VEVO.
También realizó un dueto junto al cantante estadounidense Akon en el tema «Beautiful». Donde la cantaron juntos en el concierto de Radio 2009, (el evento 40), y recibió diez nominaciones en los Premios Juventud. Ese mismo año también prestó su voz a la doctora Molly Cocatú, uno de los personajes centrales, de la película animada El agente 00-P2 junto a Jaime Camil.
En 2010 protagonizó un episodio de la tercera temporada de la serie Mujeres Asesinas, en el capítulo Eliana, cuñada, con Sebastián Zurita y Fernanda Castillo del productor Pedro Torres.

### 2011-2015:Sin fronteras

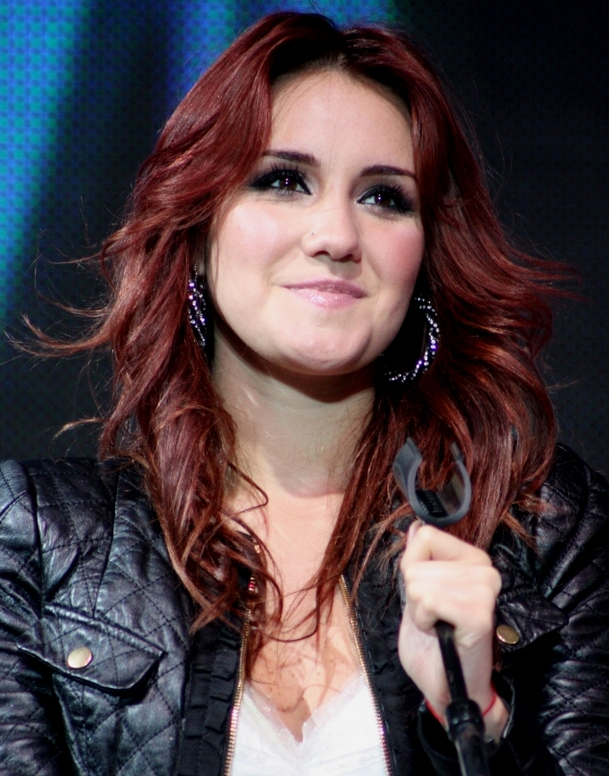
Dulce María en 2011.

El 23 de julio de 2011 se estrenó en el Festival Internacional de Cine Latino (en Los Ángeles) la cinta ¿Alguien ha visto a Lupita?, una película que protagonizó junto al actor chileno Cristián de la Fuente del director Gonzalo Justiniano.
En el 2012 realizó un dueto en vivo con el cantante estadounidense Joe Jonas con el tema «See No More» para (MTV World Stage). Ese mismo año, es invitada por MTV Latinoamérica para realizar el tema principal de su nueva producción Último año. El 7 de agosto se estrenó «Es un drama» el videoclip oficial de la serie. A finales del 2012 y principios del 2013, da la noticia de que estaba preparando su segundo álbum. Lanzó su primer sencillo llamado «Lágrimas» a dúo junto con Julion Álvarez, el videoclip fue estrenado el 5 de noviembre del 2013. En ese mismo año, hizo una participación especial en el melodrama Mentir para vivir como Joaquina Barragán. A finales del 2013, hizo una encuesta en Facebook donde se elegiría el nombre de su segundo álbum, el título con más me gusta sería el nombre del álbum, finalmente se titularía Sin fronteras.
El 1 de enero del 2014, lanzó una previa del videoclip de lo que sería su segundo sencillo, el 7 de enero finalmente se lanzó «Antes que ver el sol» una versión de la canción original del cantante argentino Coti. Asimismo, lanzó la versión en portugués de la canción en dúo junto a la cantante brasilera Manu Gavassi; el videoclip del sencillo se estrenó el 10 de febrero por su canal de Vevo. Ese mismo año, anunció que el estreno mundial de Sin fronteras sería el 8 de abril. Contó con 11 temas en su versión estándar, pero en descarga digital contaba con dos bonus track que era la versión en portugués de «Antes que ver el sol» y un tema inédito llamado «En contra». El tercer sencillo del álbum es la canción «O lo haces tú o lo hago yo», previamente la dio a conocer el 19 de mayo durante la presentación del disco en Lunario del Auditorio Nacional. El videoclip del sencillo fue grabado el 21 de julio de ese año en Cuernavaca.
A finales del 2014, lanzó la reedición de su libro Dulce amargo, pero esta vez bajo el nombre de Dulce amargo - Recuerdos de una adolescente. Adicionalmente, participó en una obra teatral, que era la adaptación del clásico de Broadway Rock Of Ages (La era del Rock), donde interpretó a Sherrie. Participó como entrenadora en el programa de televisión Va por ti, donde abandonó la competencia un ronda antes del final.
En 2015, realizó su gira Sin Fronteras World Tour. Después de años regresó a la televisión en el melodrama Corazón que miente y por primera vez con un antagónico (convirtiéndose en la villana principal), el cual se llamó Renata Ferrer.

### 2016-presente:DMyOrigen
Compuso un tema también para la novela llamada Dejarte de amar en 2016. El sencillo sirvió para la música de la trama y de la salida varias veces en los créditos de la novela. Este sencillo no tuvo videoclip, pero si fue lanzado un vídeo lírico. En 2017, lanza DM su tercer disco con los sencillos «No sé llorar», «Volvamos», «Rompecorazones», «Dejarte de amar», y «Tal vez en Roma».

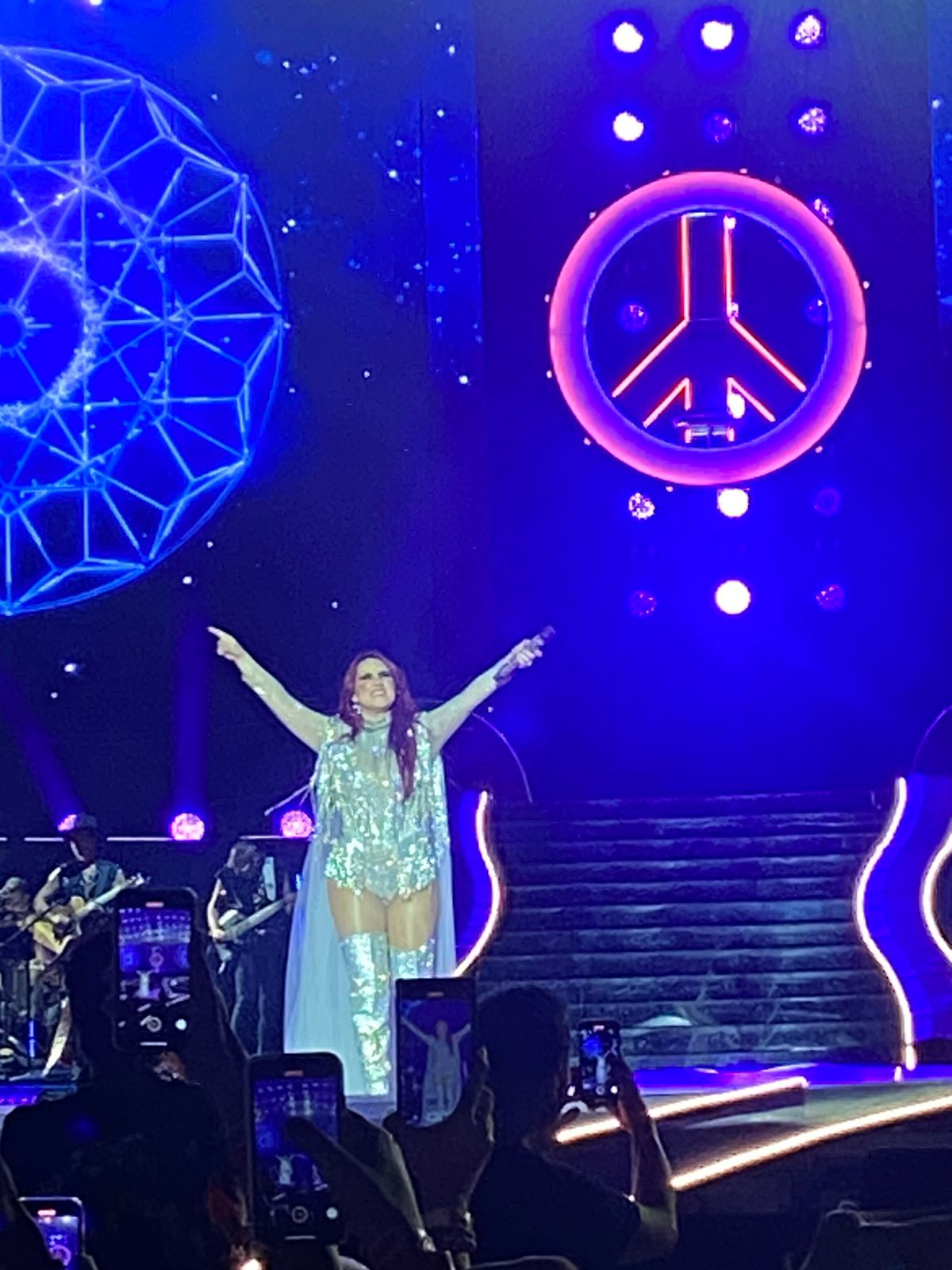
Dulce María durante un concierto del Soy Rebelde Tour, en São Paulo, noviembre de 2023.

En 2020, durante el confinamiento lanza «Más tuya que mía» una composición suya dada a conocer junto con la agrupación RBD y que sería el primer sencillo de su cuarta producción como solista Origen. Unas semanas más adelante lanza el segundo sencillo «Te daría todo» una balada pop. Ese año, participó en el disco 2020 abril con el tema «Me fui», junto a otros cantautores iberoamericanos como Edgar Oceransky, Diego Ojeda, Paco Álvarez, Miguel Inzunza, Carlos Carreira, Torreblanca y Ale Aguirre con el objetivo de recaudar fondos para la población más vulnerable de México a causa del Covid-19. El 19 de agosto, fue confirmada como protagonista de la película de comedia mexicana Como anillo al dedo. En noviembre de 2020 lanzó la canción «Lo que ves no es lo que soy», como anticipo de su cuarta producción.

## Otras actividades

### Composición
Dulce, además de cantar compone varias de sus canciones. Empezó a escribir a la edad de 11 años cuando compuso su primera canción, pero solo tuvo la oportunidad de grabar canciones profesionalmente cuando entró al grupo RBD. Su primera canción pública y profesional fue «Quiero Poder», interpretada por ella misma con la participación de Christopher Uckermann en 2007, que más tarde formaría parte de la banda sonora de RBD: la familia.
Para el álbum: Empezar desde cero, Dulce compuso el tema, te daría todo, el cual más tarde interpretó en su primera gira como solista, Extranjera On Tour, junto con su hermana Blanca. En su último álbum Para olvidarte de mi con el grupo RBD, escribió los temas: «Lágrimas perdidas» interpretada por ella y «Más tuya que mía», interpretado junto a sus compañeras del grupo. Dulce también se encargó de componer los tema «Déjame ser» y «Quiero mi vida» para la telenovela Verano de Amor, donde actuó como protagonista.
En 2010, Dulce María junto a Carlos Lara compuso el tema: ‘’Donde sale el sol’’, el cual grabó la artista mexicana Paulina Goto. Ya como solista, lanzó dos discos: Extranjera Primera y segunda parte en 2011, donde compuso su primer sencillo: Inevitable, Luna y canciones como Dicen, ¿Quién será? y 24/7.

### Dulce amargo
En 2008, Dulce presenta de manera oficial su libro en donde plasma que ha experimentado infinidad de situaciones, algunas tristes y otras alegres, que incluyen momentos de amor, desilusión o soledad. Desde niña comenzó a escribirlas a manera de terapia, para desahogar sus conflictos existenciales de sentimientos que tuvo durante su crecimiento y quiso compartirlo con el público más joven, comento ante la prensa en compañía de amigos y familiares:

"Hoy es un día muy importante porque es un sueño. En este material plasmo un pedazo de mi corazón, vida y sentimientos que son honestos, sin ningún filtro".
Dulce María

### Actividades humanitarias
Después del accidente en Brasil en febrero de 2006, Dulce al lado de sus compañeros de grupo RBD, lanzó la "Fundación Sálvame" para ayudar a los niños. Comenzó sus operaciones el 1 de mayo de 2006, con el objetivo de ayudar a los niños de la calle, y entre las primeras actividades programadas fue un concierto gratuito en Brasil, en el Copacabana de Río de Janeiro. La fundación ayudó a países como México, Brasil y España. En abril de 2008, graban el tema «Elige estar bien» junto al grupo Kudai para la campaña "Estar bien" que busca salvar a los jóvenes de enfermedades como la obesidad, anorexia y bulimia,
En la parte de soporte social creó en 2009 la fundación Dulce Amanecer para apoyar a las comunidades de mujeres indígenas y sus hijos, así como la protección del medio ambiente., donde recibió el premio Pro Social que otorga los Kids Choice Awards México, bajo la estrategia Big Green Help, establecida por Nickelodeon. El reconocimiento es otorgado a personas que han sobresalido por sus acciones e impacto en el medio ambiente o sociedad.
Igualmente en septiembre del 2009 fue elegida por Google, Save the Children y Chicos.net como representante de la campaña Tecnología Sí, tendiente a promover el uso adecuado de la tecnología y de la Internet entre la niñez y la juventud.

### Modelaje
- Perfumes Airval[49]
- L'Oréal Garnier[50]
- Cklass[51]
- Pepsi Cola[52]
- Giraffas[53]
- Vick Vaporub[54]

## Vida personal
Dulce María es sobrina nieta de Frida Kahlo. Su abuela era prima de Kahlo.
Su primer beso fue a los 11 años con Daniel Habif, su compañero en el grupo KIDS, en el backstage de una sesión de fotos. Su relación duró 5 años, entre 1997 y 2002. En 1999 los dos dejaron el grupo y formaron un dúo llamado D&D, donde grabaron cinco canciones y las promocionaron en algunos programas de televisión.
En 2002, durante la grabación de Clase 406, Dulce María conoció a Alfonso Herrera, iniciando un noviazgo que se prolongó hasta 2005. Los dos siguieron siendo amigos y trabajaron juntos hasta 2008, en consecuencia de ser compañeros en RBD.
A finales de 2005 comenzó a salir con el arquero de la selección mexicana Guillermo Ochoa, la relación duró unos meses, hasta marzo de 2006.
En 2008 conoció al actor Pablo Lyle, con quien actuó en la telenovela Verano de Amor y mantuvieron un romance hasta 2009. Dulce y Pablo siguieron siendo amigos y años después volvieron a actuar juntos en la telenovela Corazón que miente.
Posteriormente, mantuvo una relación con el empresario mexicano Luis Rodrigo Reyes, que duró de 2011 hasta 2015.
Se casó en noviembre de 2019 en el lago de Tequesquitengo, Morelos, con el escritor, músico y productor mexicano Paco Álvarez, con quien se le había relacionado desde octubre de 2016, aunque no fue hasta principios del 2017 cuando formalizaron su relación. En junio de 2020 anunció que está esperando su primera hija. Su primera hija, María Paula, nació el 27 de noviembre de 2020.

## Discografía

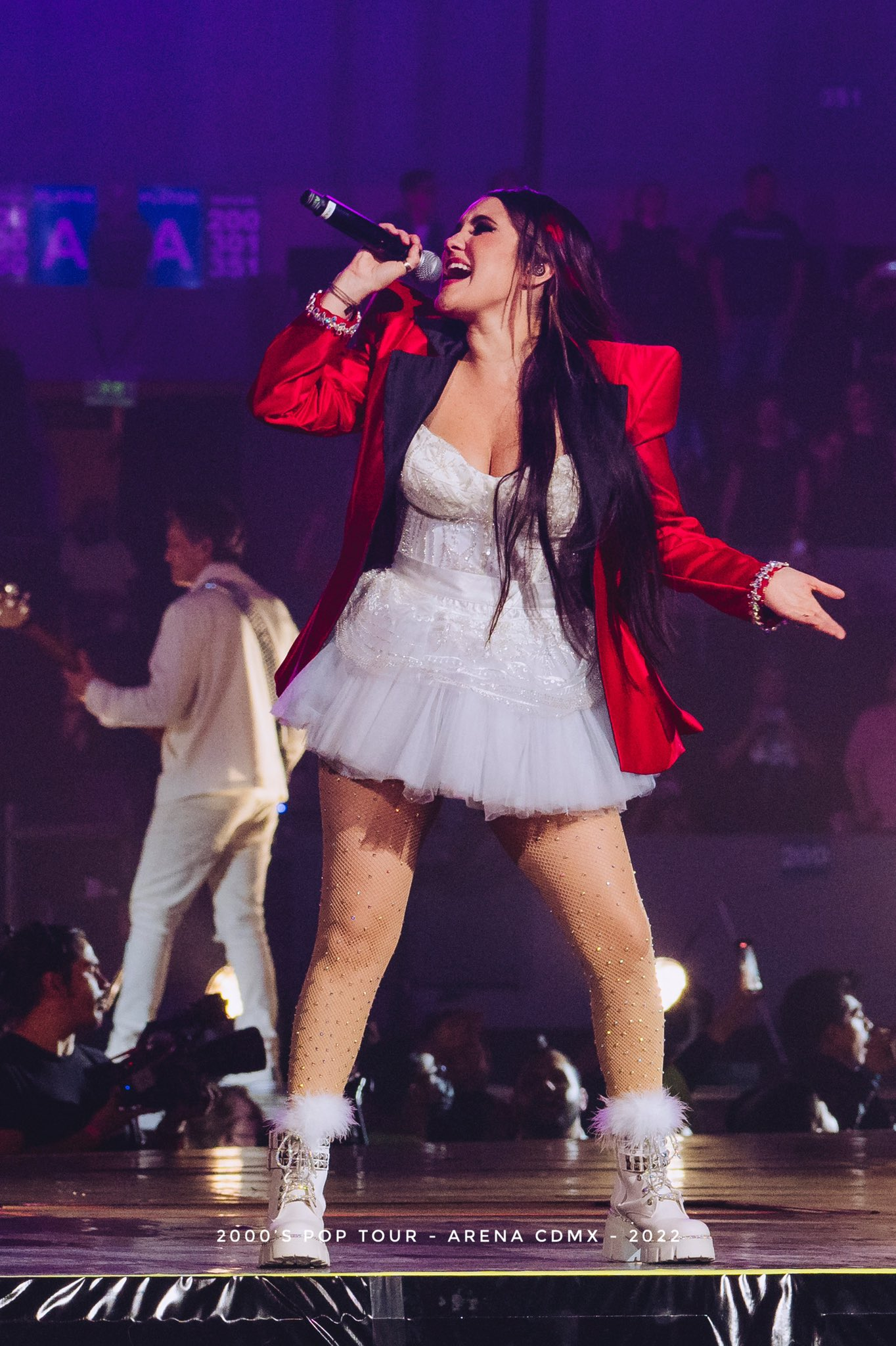
Dulce María durante un concierto del «2000's Pop Tour», en agosto de 2022.

### Solista
Álbumes de estudio
- 2010: Extranjera
- 2014: Sin fronteras
- 2017: DM
- 2021: Origen [58]

### En grupos
Kids
- 1999: Kaleidoscopio interactivo de sueños

Jeans
- 2001: Cuarto para las cuatro

Clase 406
RBD

## Filmografía

### Telenovelas
| Año       | Telenovela               | Personaje                          |
| --------- | ------------------------ | ---------------------------------- |
| 1994-1995 | El vuelo del águila      | Delfina Ortega (niña)              |
| 1995      | Alondra                  | Niña en la iglesia                 |
| 1995      | Retrato de familia       | Elvira Preciado Mariscal (niña)    |
| 1997      | No tengo madre           | Tina Tomassi (niña)                |
| 1997      | Huracán                  | Rocío Medina (niña)                |
| 1999      | Nunca te olvidaré        | Silvia Requena (niña)              |
| 1999      | Infierno en el paraíso   | Dariana Valdivia (niña)            |
| 1999      | DKDA Sueños de juventud  | Mary Cejitas                       |
| 2000      | Primer amor a mil x hora | Britanny                           |
| 2002      | El juego de la vida      | Marcela Mejía                      |
| 2002-2003 | Clase 406                | Marcela Mejía                      |
| 2004—2006 | Rebelde                  | Roberta Alejandra Maria Pardo Rey  |
| 2007      | Lola, érase una vez      | Ella misma                         |
| 2009      | Verano de amor           | Miranda Perea Olmos                |
| 2012      | Rebelde Rio              | Ella misma (cameo)                 |
| 2012      | Miss XV                  | Ella misma                         |
| 2013      | Mentir para vivir        | Joaquina "Jackie" Barragán Toscano |
| 2016      | Corazón que miente       | Renata Ferrer Jáuregui             |
| 2017-2018 | Muy padres               | Pamela Díaz                        |
| 2023      | Pienso en ti             | Emilia Rivero Avedaño              |

### Series de televisión
| Año       | Programa/Serie               | Personaje             |
| --------- | ---------------------------- | --------------------- |
| 1993      | El club de Gaby              | Niña                  |
| 1993      | Plaza Sésamo                 | Niña                  |
| 1998-2002 | Mujer, casos de la vida real | Varios personajes     |
| 2005      | La energía de Sonric'slandia | Ella misma            |
| 2007      | RBD: La familia              | Dul                   |
| 2010      | Mujeres asesinas             | Eliana Rodríguez      |
| 2012      | Miss XV                      | Ella misma            |
| 2014      | Va por ti                    | Ella misma (capitana) |
| 2016–2017 | El mejor amigo del hombre    | Narradora             |
| 2020      | Falsa identidad              | Victoria Lamas        |
| 2021      | ¿Quién es la máscara?        | Leona                 |

### Cine
| Año  | Película                    | Personaje                           |
| ---- | --------------------------- | ----------------------------------- |
| 1994 | Quimera                     | Lucía                               |
| 1999 | Inesperado amor             | Lorena                              |
| 2000 | Bienvenida al clan          | Aleshaí                             |
| 2009 | El agente 00-P2             | Molly Cocatú (Doblaje)              |
| 2011 | ¿Alguien ha visto a Lupita? | María Guadalupe "Lupita" Concepción |
| 2014 | Quiero ser fiel             | Karla Martín                        |
| 2020 | Mas Alla De La Herencia     | Gabriela                            |
| 2022 | Valentino                   | Carmen                              |

## Premios y reconocimientos
| Año  | Premiación                    | Categoría                                | Trabajo                       | Resultado |
| ---- | ----------------------------- | ---------------------------------------- | ----------------------------- | --------- |
| 2005 | Premios Juventud              | Chica que me quita el sueño              | Dulce María                   | Nominada  |
| 2005 | Premios Juventud              | Tórridos Romances                        | Dulce María & Alfonso Herrera | Ganadora  |
| 2006 | Premios Juventud              | Quiero vestir como ella                  | Dulce María                   | Ganadora  |
| 2006 | Premios Juventud              | Chica que me quita el sueño              | Dulce María                   | Nominada  |
| 2006 | Premios TVyNovelas            | Mejor actuación juvenil estelar femenina | Rebelde                       | Ganadora  |
| 2007 | Premios Juventud              | Que rico se mueve                        | Dulce María                   | Ganadora  |
| 2007 | Premios Juventud              | Chica que me quita el sueño              | Dulce María                   | Nominada  |
| 2007 | Premios Juventud              | Quiero vestir como ella                  | Dulce María                   | Nominada  |
| 2007 | Premios Juventud              | Mi ídolo es                              | Dulce María                   | Nominada  |
| 2008 | Premios Juventud              | Chica que me quita el sueño              | Dulce María                   | Nominada  |
| 2008 | Premios Juventud              | Que rico se mueve                        | Dulce María                   | Nominada  |
| 2008 | Premios Juventud              | Quiero vestir como ella                  | Dulce María                   | Nominada  |
| 2008 | Premios Juventud              | Mi ídolo es                              | Dulce María                   | Ganadora  |
| 2009 | Premios Juventud              | Chica que me quita el sueño              | Que rico se mueve             | Nominada  |
| 2009 | Premios Juventud              | Que rico se mueve                        | Dulce María                   | Nominada  |
| 2009 | Premios Juventud              | Quiero vestir como ella                  | Dulce María                   | Nominada  |
| 2009 | Premios Juventud              | Mi ídolo es                              | Dulce María                   | Nominada  |
| 2009 | Premios Juventud              | En la mira del Paparazzi                 | Dulce María                   | Nominada  |
| 2009 | Premios Juventud              | La más pegajosa                          | Verano de amor                | Nominada  |
| 2009 | Premios Juventud              | Voz del momento                          | Dulce María                   | Nominada  |
| 2009 | Premios Juventud              | Mi artista Pop                           | Dulce María                   | Nominada  |
| 2009 | Premios People en Español     | Mejor Actriz Juvenil                     | Verano de amor                | Ganadora  |
| 2010 | Premios People en Español     | Mejor canción del año                    | Inevitable                    | Nominada  |
| 2010 | Premios People en Español     | Mejor Cantante o Grupo Pop               | Dulce María                   | Ganadora  |
| 2010 | Premios Orgullosamente Latino | Solista latina del año                   | Dulce María                   | Nominada  |
| 2010 | Premios Orgullosamente Latino | Canción latina del año                   | Inevitable                    | Ganadora  |
| 2010 | Premios Telehit               | Artista juvenil del año                  | Dulce María                   | Nominada  |
| 2010 | Premios Eclipse               | Mejor disco del año                      | Extranjera                    | Ganadora  |
| 2010 | Premios Eclipse               | Mejor artista Pop                        | Dulce María                   | Ganadora  |
| 2010 | Premios G1 Globo              | Mejor cantante del año                   | Extranjera                    | Ganadora  |
| 2010 | Premios TVZ                   | Mejor artista internacional              | Dulce María                   | Ganadora  |
| 2010 | Premios Quiero                | Mejor video artista femenino             | Inevitable                    | Ganadora  |
| 2011 | Premios Juventud              | Lo toco todo "CD Favorito"               | Extranjera - 2º Parte         | Nominada  |
| 2011 | Premios Juventud              | Que rico se mueve                        | Dulce María                   | Nominada  |
| 2011 | Premios Juventud              | Quiero vestir como ella                  | Dulce María                   | Ganadora  |
| 2011 | Premios People en Español     | Mejor Álbum                              | Extranjera - 2º Parte         | Nominada  |
| 2011 | Premios People en Español     | Mejor cantante o grupo Pop               | Dulce María                   | Nominada  |
| 2011 | Premios Quiero                | Mejor Vídeo artista femenino             | Ingenua                       | Ganadora  |
| 2011 | Kids Choice Awards México     | Solista latino favorito                  | Dulce María                   | Ganadora  |
| 2011 | Kids Choice Awards México     | Pro social                               | Dulce amanecer                | Ganadora  |
| 2011 | Premios Luminaria de Oro      | Mejor álbum del Año                      | Extranjera - 2º Parte         | Ganadora  |
| 2011 | Premios Texas                 | Mejor artista Rock/Pop                   | Dulce María                   | Ganadora  |
| 2011 | Kids Choice Awards Brasil     | Artista internacional favorito           | Dulce María                   | Ganadora  |
| 2012 | Kids Choice Awards México     | Solista latino favorito                  | Dulce María                   | Nominada  |
| 2012 | Premios Texas                 | Mejor artista Rock/Pop                   | Dulce María                   | Ganadora  |
| 2012 | Premios Texas                 | Mejor artista femenina                   | Dulce María                   | Ganadora  |
| 2012 | Premios Lo Nuestro            | Solista o Grupo revelación Pop del año   | Dulce María                   | Nominada  |

### Reconocimientos
- En 2007 es considerada por la revista People en Español como uno de "Los 50 más bellos".[4]
- En 2010 es considerada por la revista People en Español como uno de "Los 50 más bellos".[5]
- En 2011 es considerada por la revista People en Español como uno de "Los 50 más bellos".[6]
- En 2012 es considerada por la revista People en Español como uno de "Los 50 más bellos".
- En 2016 es considerada por la revista People en Español como uno de "Los 50 más bellos".[7]